# Debby Adegbile
Adegbile Deborah Morayo (Lagos, 2008) is een Nigeriaans klimaatactiviste.

## Biografie
Morayo groeide op in Lagos waar de luchtvervuiling een serieus probleem is. Ze kreeg astma toen ze negen jaar oud was, waardoor ze veel pijn had, met ziekenhuisbezoeken en afwezigheid van school en andere belangrijke activiteiten tot gevolg. Haar interesse in milieukwesties werd geïnspireerd door haar moeder die werkzaam is bij het Oceanography Institute en ook coördinator is bij de International Coastal Cleanup in Nigeria.

## Activisme
Tijdens de 2019 UN Climate Action Summit, op 23 september 2019 diende Adegbile samen met vijftien andere jongeren, waaronder Greta Thunberg, een klacht in bij het Comité voor de Rechten van het Kind van de Verenigde Naties en beschuldigde Argentinië, Brazilië, Duitsland, Frankrijk en Turkije het Verdrag inzake de rechten van het kind te schenden door de klimaatcrisis niet adequaat aan te pakken.